# 1928-as magyar férfi vízilabdakupa
Az 1928-as magyar férfi vízilabdakupa a hatodik kiírás volt a versenysorozat történetében. A kupára hat csapat nevezett. A győzelmet az MTK szerezte meg.

## Eredmények

### negyeddöntő
augusztus 18.
| 1. csapat | Eredmény | 2. csapat  |
| --------- | -------- | ---------- |
| MAC       | 5–2      | Óbudai TE  |
| MTK       | 3–2      | Újpesti TE |

### Elődöntő
augusztus 19.
| 1. csapat         | Eredmény | 2. csapat       |
| ----------------- | -------- | --------------- |
| III. kerületi TVE | 5–2      | MAC             |
| MTK               | jn.      | Ferencvárosi TC |

A Ferencváros visszalépett.

### Döntő
| 1928. augusztus 20. | MTK                            | 6–2 | III. kerületi TVE | Császár uszoda Játékvezetők: Simkó |
| 1928. augusztus 20. | (2–0)                          |     |                   | Császár uszoda Játékvezetők: Simkó |
| 1928. augusztus 20. | Keserű F. 4 Homonnai 1 Szabó 1 |     | Kékesi 1 Rudas 1  | Császár uszoda Játékvezetők: Simkó |

Az MTK kupagyőztes csapatának tagjai: Bori Tivadar, Boros László, Homonnai Márton, Keserű Ferenc, Róth Pál, Schlenker Antal, Szabó István